# Almunge
Almunge är en tätort i östra delen av Uppsala kommun vid länsväg 282. En kilometer öster om tätorten ligger Almunge kyrkby där Almunge kyrka, Almunge skola och en bensinstation med livsmedelsaffär finns. 
Orten Almunge hade ursprungligen namnet Lövsta men bytte namn när Upsala–Lenna Jernväg invigdes 1884 med en station här då Lövsta ansågs för vanligt varför grannbyns ovanligare namn användes istället.

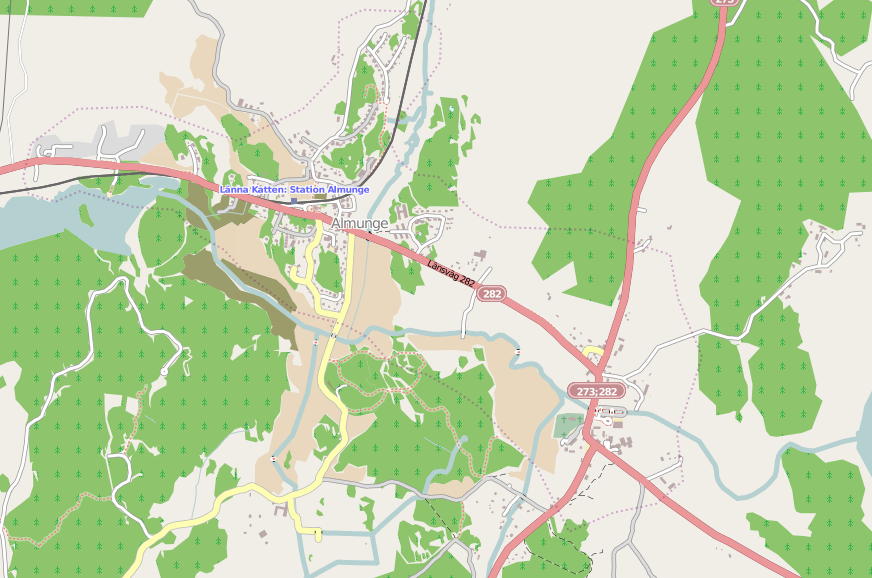
Karta över områdena Almunge-Lövsta och Almunge kyrkby.

## Befolkningsutveckling
| Befolkningsutvecklingen i Almunge 1950–2020                  | Befolkningsutvecklingen i Almunge 1950–2020 | Befolkningsutvecklingen i Almunge 1950–2020 | Befolkningsutvecklingen i Almunge 1950–2020 | Befolkningsutvecklingen i Almunge 1950–2020 |
| ------------------------------------------------------------ | ------------------------------------------- | ------------------------------------------- | ------------------------------------------- | ------------------------------------------- |
|                                                              |                                             |                                             |                                             |                                             |
| År                                                           |                                             |                                             | Folkmängd                                   | Areal (ha)                                  |
| 1950                                                         | 1950                                        |                                             | 305                                         |                                             |
| 1960                                                         | 1960                                        |                                             | 280                                         | 52                                          |
| 1965                                                         | 1965                                        |                                             | 362                                         | 53                                          |
| 1970                                                         | 1970                                        |                                             | 432                                         |                                             |
| 1975                                                         | 1975                                        |                                             | 472                                         |                                             |
| 1980                                                         | 1980                                        |                                             | 657                                         |                                             |
| 1990                                                         | 1990                                        |                                             | 627                                         | 71                                          |
| 1995                                                         | 1995                                        |                                             | 675                                         | 73                                          |
| 2000                                                         | 2000                                        |                                             | 692                                         | 77                                          |
| 2005                                                         | 2005                                        |                                             | 691                                         | 77                                          |
| 2010                                                         | 2010                                        |                                             | 813                                         | 85                                          |
| 2015                                                         | 2015                                        |                                             | 816                                         | 105                                         |
| 2020                                                         | 2020                                        |                                             | 909                                         | 156                                         |
| Anm.: Almunge kyrkby räknas som en del av tätorten från 2020 |                                             |                                             |                                             |                                             |

## Samhället
I Almunge finns livsmedelsaffärer, värdshus, skola, vårdcentral, idrott/simhall, kyrka och bostäder. Från Almunge station kan man på sommaren ta Lennakatten som går mellan Faringe station och Uppsala Östra.